# برند کارباچر
 برند کارباچر (انگلیسی: Bernd Karbacher؛ زادهٔ ۳ آوریل ۱۹۶۸) یک تنیس‌باز اهل آلمان است.